# Ḩanjarī-ye Pā'īn
Ḩanjarī-ye Pā'īn (persiska: Khanjarī-ye Pā’īn, Ḩanjarī-ye Pā’īn, حنجری پائین) är en ort i Iran.   Den ligger i provinsen Khorasan, i den nordöstra delen av landet, 600 km öster om huvudstaden Teheran. Ḩanjarī-ye Pā'īn ligger 1 393 meter över havet och antalet invånare är 104.
Terrängen runt Ḩanjarī-ye Pā'īn är huvudsakligen kuperad, men den allra närmaste omgivningen är platt.Runt Ḩanjarī-ye Pā'īn är det ganska glesbefolkat, med 31 invånare per kvadratkilometer. Närmaste större samhälle är Anābad, 19,5 km söder om Ḩanjarī-ye Pā'īn. Trakten runt Ḩanjarī-ye Pā'īn är ofruktbar med lite eller ingen växtlighet.